# Peter Robsahm
Peter Robsahm, född cirka 1678, död 1751 i Lerbäcks socken, var en svensk brukspatron.
Robsahm var son till brukspatron Jacob Robsahm och Catharina Tersmeden. Han var brukspatron på Backa, Vissboda och Ör.
Peter Robsahm var gift med Ester Toutin, dotter till Valentin Toutin den yngre och Christina Vallant.